# Zona de medianías (Canarias)

Delimitación de las medianías en las Islas Canarias.

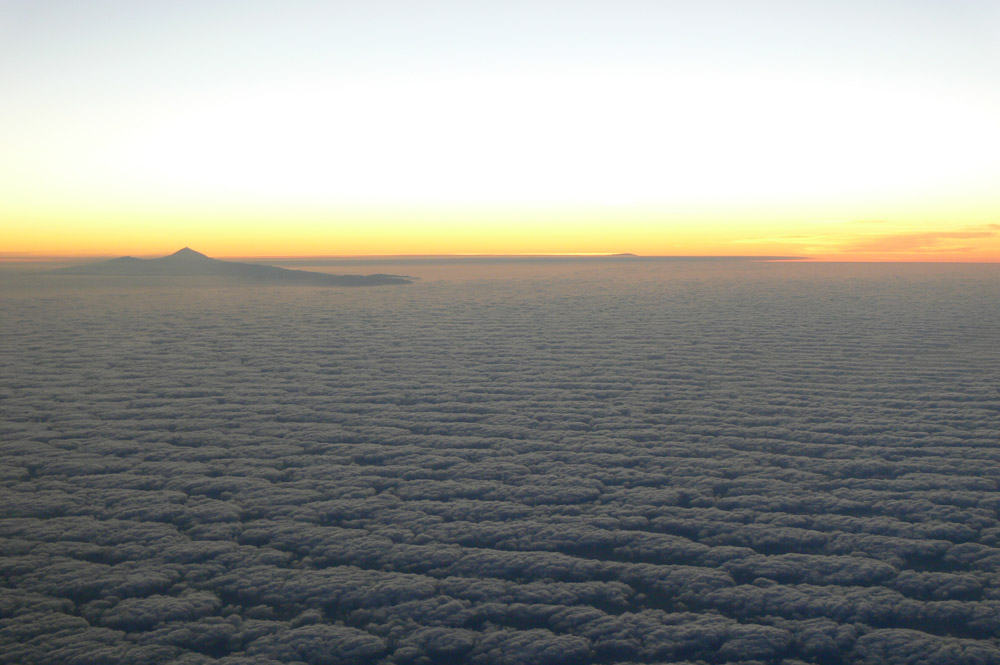
Mar de nubes al norte de Canarias.

Por medianías se conoce en las Islas Canarias (España) al territorio de una isla que está comprendido entre los 600 y los 1500 metros de altitud sobre nivel del mar.

## Clima
Las zonas de medianías se caracterizan por un clima que se asemeja al de tipo oceánico, habitualmente más templado y húmedo que el del resto de zonas. En el norte de las islas, la condensación de la masa de aire del alisio genera un continuo manto de estratocúmulos que reduce la insolación y la evaporación. Este efecto es conocido como “mar de nubes”, cuando es observado desde cotas superiores, o popularmente como “panza de burro”; y viene a aportar en las zonas de condensación una humedad adicional y un suplemento de unos 300 mm de agua gracias a la denominada “precipitación de niebla” o “lluvia horizontal” que vienen a sumarse a los 500-1000 mm de precipitaciones anuales directas. Durante la formación del mar de nubes, los vientos alisios, húmedos y frescos provenientes del Atlántico, chocan contra el relieve y el aire se eleva y condensa formando un manto nuboso por encima del cual discurre otra de aire seco y cálido que impide su ascenso. Así, el mar de nubes se estanca entre las cotas de 800 y 1500 m de altura, refrescando las medianías del norte, donde se alcanzan unas temperaturas medias no inferiores a 22 °C en verano y alrededor de 13 °C en invierno. Por encima del mar de nubes se encontrará el ambiente cálido y seco de la cumbre.

## Suelo
Los suelos en estas zonas son por lo general profundos, arcillosos y ricos en materias orgánicas, aptos para el crecimiento de numerosas especies vegetales y el desarrollo de la agricultura.

## Vegetación y cultivos
En el norte de las islas, el monteverde, (laurisilva y el fayal-brezal), aparece condicionados a la condensación de la masa de aire del alisio ya que necesitan unas condiciones favorables de sombra y humedad para desarrollarse. Son importantes estas formaciones sobre todo en la isla de La Gomera (Garajonay), en La Palma (Los Tilos), Tenerife (montes del macizo de Anaga) y, en menor medida, en Gran Canaria (Osorio, Barranco de la Virgen y los Tilos de Moya).
En la vertiente sur de las islas, el pinar hace su aparición en esta cota a partir de los 600 m, mientras que en la vertiente norte lo hace a partir de los 1000 m.

## Municipios canarios de medianías

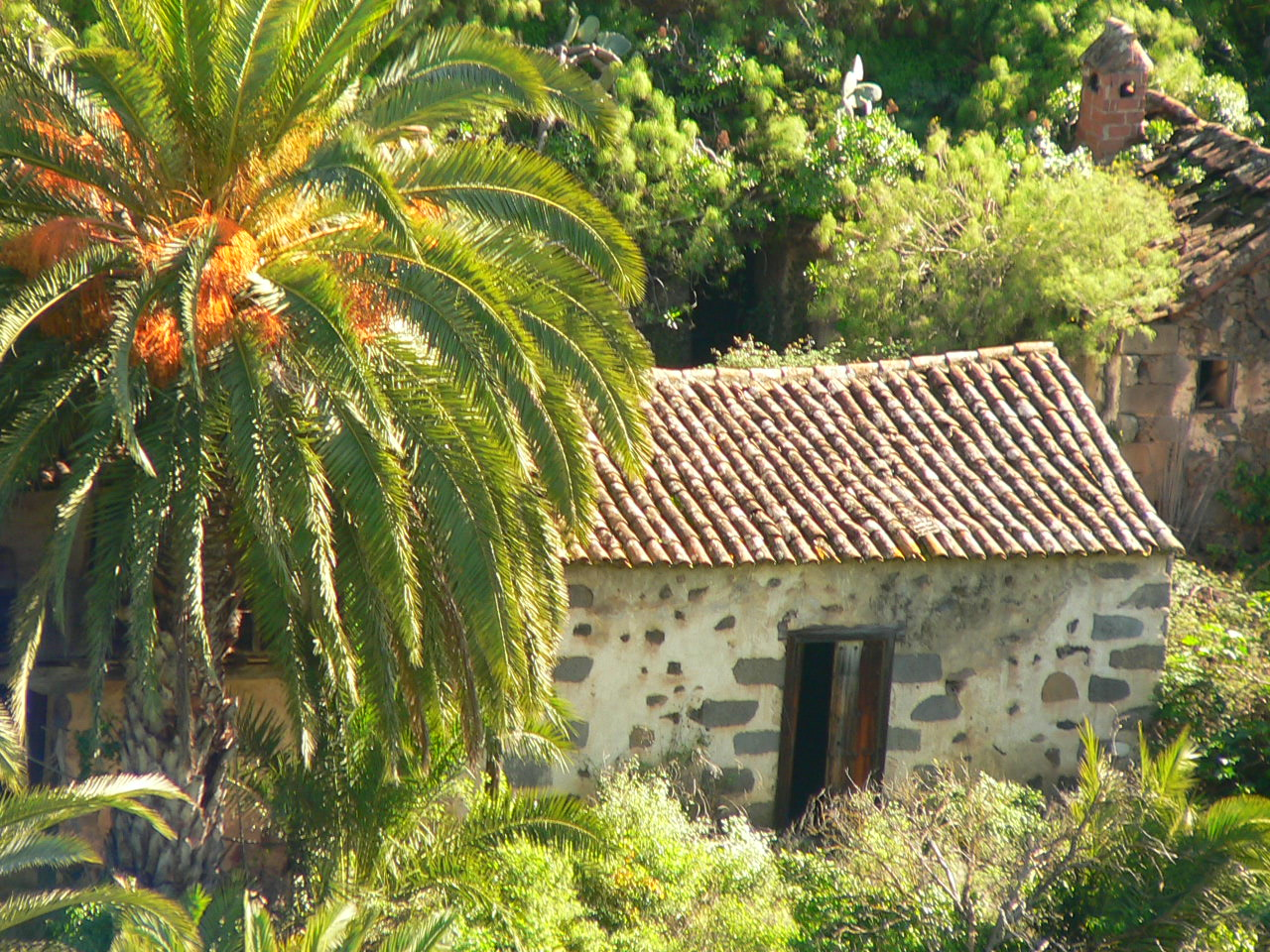
Casa canaria en las medianías de Santa Brígida (Gran Canaria).

Relación de municipios en zona de medianías según la altitud de su capital municipal o bien porque la mayor parte del término municipal se encuentre por encima de los 600 m s. n. m.
Isla de Gran Canaria
- Artenara
- San Bartolomé de Tirajana
- Santa Brígida
- Santa Lucía de Tirajana
- Tejeda
- Teror
- Vega de San Mateo
- Valleseco
- Valsequillo de Gran Canaria

Isla de Tenerife
- Arico
- Arona
- Granadilla de Abona
- La Guancha
- Guía de Isora
- La Matanza de Acentejo
- La Orotava
- Los Realejos
- El Rosario
- San Cristóbal de La Laguna
- San Miguel de Abona
- Santa Úrsula
- Santiago del Teide
- El Sauzal
- El Tanque
- Tacoronte
- La Victoria de Acentejo
- Vilaflor
- Buenavista del Norte

Isla de La Gomera
- Alajeró

Isla de La Palma
- Puntagorda (722 m s. n. m.)
- Fuencaliente de La Palma (699 m s. n. m.)
- Tijarafe (640 m s. n. m.)
- El Paso (630 m s. n. m.)